# 영휘
영휘(永徽, 650년 ~ 656년 1월)는 당나라(唐) 고종(高宗) 이치(李治)의 첫 번째 연호이다. 6년 동안 사용하였다.

## 개원
- 정관(貞觀) 24년 1월 1일[1](650년 2월 7일)에 연호를 영휘(永徽)로 개원함.[2][3][4][5]

- 영휘(永徽) 7년 1월 7일[6](656년 2월 7일)에 연호를 현경(顯慶)으로 개원함.[2][3][7][5]

## 연대 대조표
| 영휘       | 원년       | 2년        | 3년        | 4년        | 5년        | 6년        | 7년        |
| 서기(西紀) | 650년      | 651년      | 652년      | 653년      | 654년      | 655년      | 656년      |
| 간지(干支) | 경술(庚戌) | 신해(辛亥) | 임자(壬子) | 계축(癸丑) | 갑인(甲寅) | 을묘(乙卯) | 병진(丙辰) |

## 동시대 연호

### 한국
신라(新羅)
- 태화(太和) (647년 ~ 650년)

### 일본
- 다이카(大化) (645년 ~ 650년)
- 하쿠치(白雉) (650년 ~ 654년)

## 같이 보기
- 중국의 연호 목록